# Pericardiummeridiaan

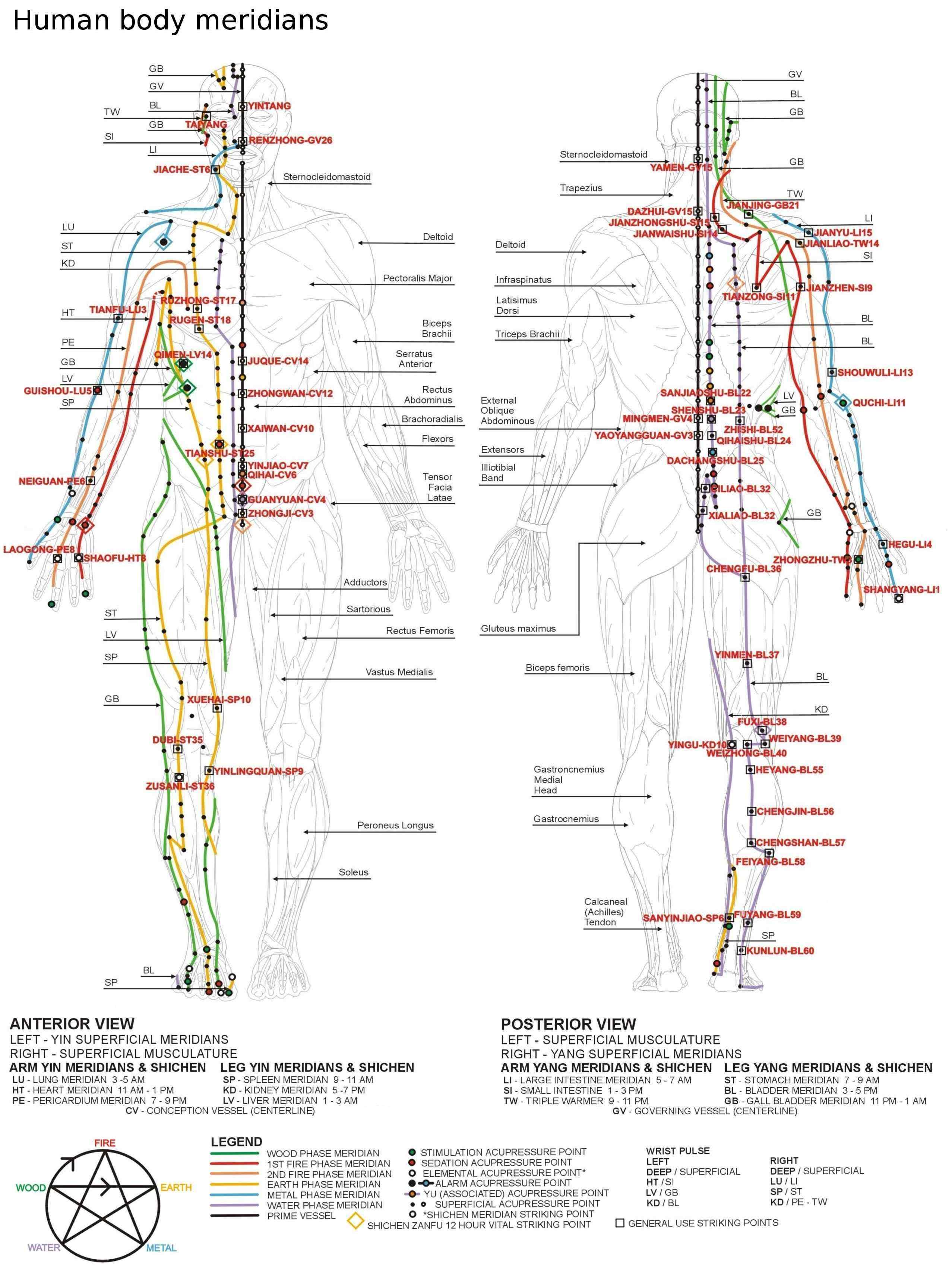
Overzicht van de 12 belangrijkste meridianen

De Pericardiummeridiaan (Shou Jue Yin, hartconstrictor) is een van de 12 belangrijkste meridianen in de traditionele Chinese geneeskunde.
De meridiaan begint boven de tepel en loopt via de arm naar het uiterste punt van de middelvinger. Volgens de traditionele Chinese geneeskunde is deze meridiaan een yinmeridiaan en behoort tot het element vuur. Tussen 19:00 en 21:00 uur zou deze energie het meest actief zijn. Op de pericardiummeridiaan zitten negen punten die gebruikt worden binnen de acupunctuur, acupressuur en reflexologie en deze zouden invloed hebben op hartklachten en pijn op de borst.
longmeridiaan · dikkedarmmeridiaan · dunnedarmmeridiaan · maagmeridiaan · miltmeridiaan · hartmeridiaan · blaasmeridiaan · niermeridiaan · pericardiummeridiaan · drievoudige verwarmermeridiaan · galblaasmeridiaan · levermeridiaan